# (1437) Диомед
(1437) Диомед (греч. Διομήδης) — крупный троянский астероид Юпитера, двигающийся в точке Лагранжа L4, в 60° впереди планеты. Он был обнаружен 3 августа 1937 года немецким астрономом Карлом Рейнмутом в обсерватория Хайдельберг и назван в честь Диомеда, персонажа древнегреческой мифологии.

Орбита астероида Диомед и его положение в Солнечной системе
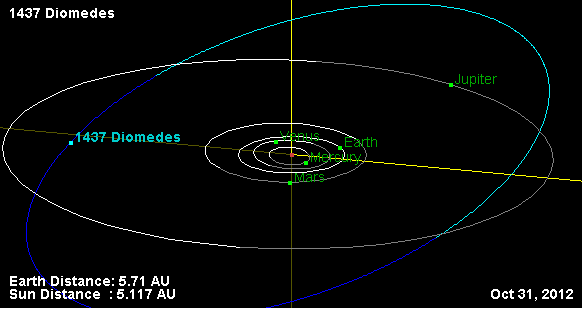
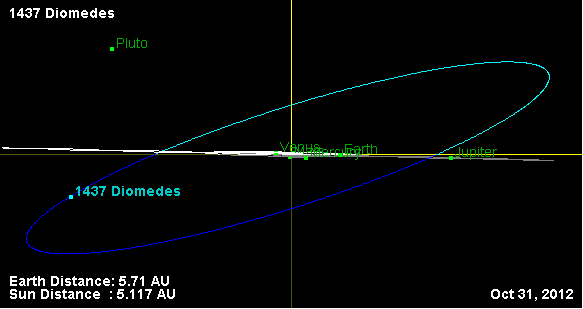

Астероид (1437) Диомед является очень крупный троянцем, имеющим в диаметре свыше 164 км. По этому показателю он занимает третье место среди всех известных троянских астероидов Юпитера.